# Newell's Old Boys
Club Atlético Newell's Old Boys (normalt bare kendt som Newell's Old Boys) er en argentinsk fodboldklub fra byen Rosario. Klubben spiller i landets bedste liga, Primera División de Argentina, og har hjemmebane på stadionet Estadio Marcelo Bielsa, opkaldt efter en tidligere spiller og træner i klubben, Marcelo Bielsa. 
Newell's Old Boys blev grundlagt den 3. november 1903, og har siden da fem gange vundet det argentinske mesterskab, senest i 2004, hvor man vandt det såkaldte Apertura-mesterskab.
Klubbens engelsk-klingende navn skyldes at klubbens stiftere, der valgte at opkalde klubben efter den engelske indvandrer og fodboldpionér Isaac Newell, var studerende på en engelsksproget skole.

## Titler
- Argentinsk mesterskab (6): 1974 (Metropolitano), 1988, 1991, 1992 (Clausura), 2004 (Apertura),  2013 (Final)

## Kendte spillere
- Jorge Valdano
- Santiago Santamaría
- Diego Maradona
- Ricardo Giusti
- Américo Gallego
- Juan Simón
- Sergio Omar Almirón
- Abel Balbo
- Gerardo "Tata" Martino
- Gabriel Batistuta
- Néstor Sensini
- Mauricio Pochettino
- Aldo Duscher
- Gabriel Heinze
- Maxi Rodríguez
- Walter Samuel
- Ariel Ortega
- Ezequiel Garay
- Lionel Messi
- Ignacio Scocco
- Lucas Bernardi
- Lisandro Martínez

## Danske spillere
- Ingen